# Sünser See
Sünser See är en sjö i Österrike. Den ligger i förbundslandet Vorarlberg, i den västra delen av landet. Sünser See ligger 1 810 meter över havet.
Trakten runt Sünser See består i huvudsak av gräsmarker.